# عباس عراقجي

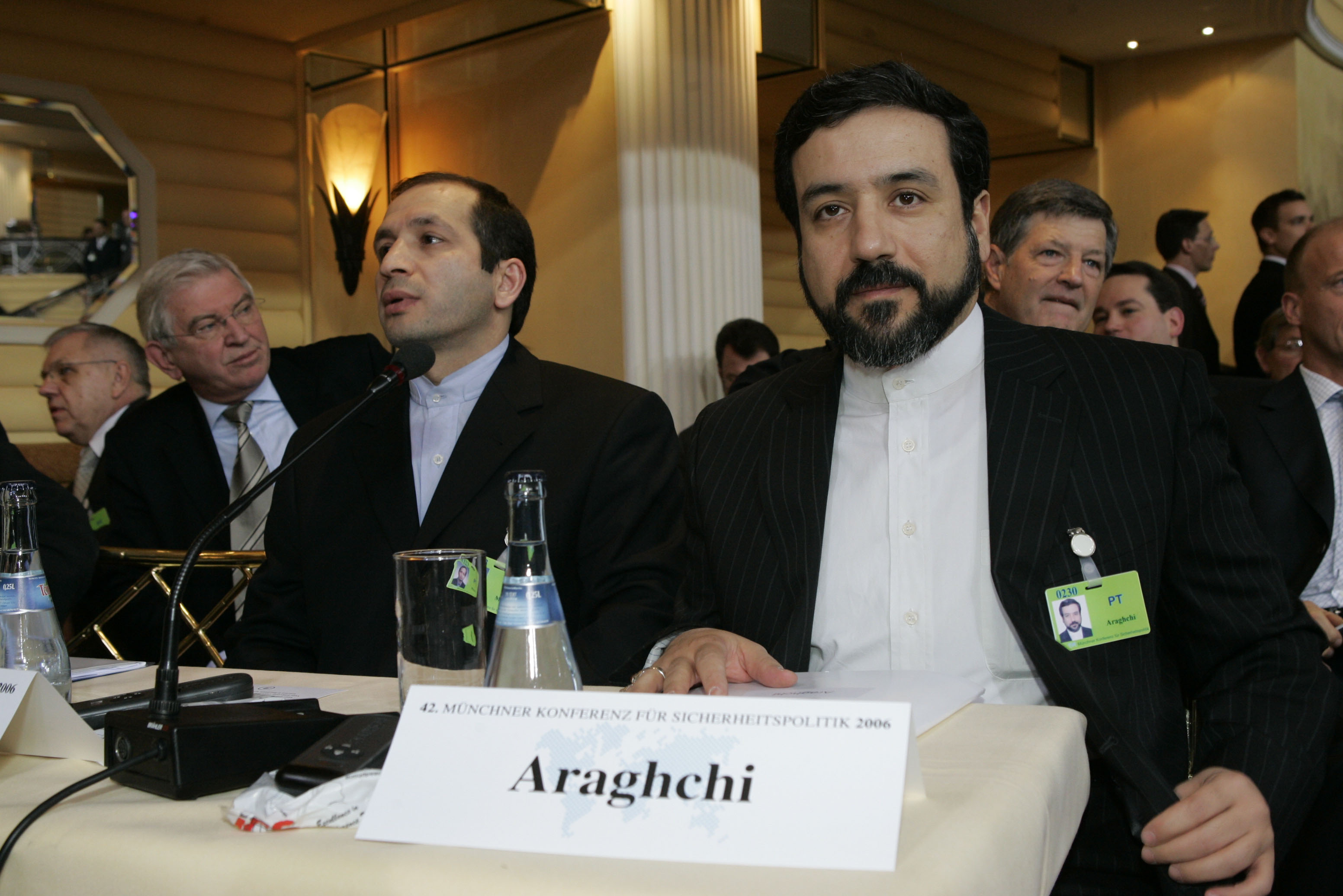
عراقچی في مؤتمر في منشن، شباط 2004 م.

عباس عراقجي (بالفارسية: سید عباس عراقچی) (مواليد طهران، 1962 م) هو سياسي إيراني ومسؤول دبلوماسي يشغل منصب نائب للشؤون القانونية والدولية بوزارة الخارجية الإيرانية. وهو يخدم كبير مفاوضى إيران النوويين في محادثات مع مجموعة 5+1.
دخل عراقجي وزارة الخارجية في عام 1989. وفي أوائل التسعينيات، شغل منصب القائم بالأعمال للبعثة الدائمة لجمهورية إيران الإسلامية لدى منظمة المؤتمر الإسلامي، ومقرها جدة، المملكة العربية السعودية.
عمل سفيرا في فنلندا (1999-2003) واليابان (2007-2011).
وقبل أن يصبح عراقجي سفيرا، شغل منصب المدير العام لمعهد الدراسات السياسية والدولية. في الفترة من 2004 إلى 2005، كان مستشارا لكلية العلاقات الدولية.